# Liste von Asiatischen Gesellschaften
Der Schwerpunkt der Liste liegt auf traditionsreichen Gesellschaften, deren Gründungszeit in die Blütezeit des Kolonialismus fällt. Dabei ist der Begriff „asiatisch“ weit gefasst. Angegeben wurden in der Regel Name, Sitz, Gründungsdatum, Gründerpersönlichkeiten, herausgegebene Periodika, sonstiges.

## Übersicht
| Name | Sitz                                       | gegr.       | Periodika usw. | sonstiges |
| --- | ------------------------------------------ | ----------- | --- | --- |
| Koninklijk Bataviansch Genootschap van Kunsten en Wetenschappen („Königlich Batavische Gesellschaft der Künste und Wissenschaften“)      | Batavia                                    | 1779        | Verhandelingen (seit 1779) (mit Beiträgen zur südasiatischen Inselwelt); Tijdschrift voor Nederlandsch Indië (seit 1842), Tijdschrift voor Indische Taal-, Land-en Volkenkunde (seit 1853) | |
| The Asiatic Society ("Asiatische Gesellschaft von Bengalen")                                                                             | Kalkutta                                   | 1784        | Asiatic Researches (Kalkutta 1788–1836, 20 Bde.) Journal of the Asiatic Society (seit 1832), seit 1865 in zwei Sektionen (eine naturwissenschaftliche und eine philosophisch-historische) geteilt; Sitzungsberichte (Proceedings) seit 1846 in Kalkutta die Bibliotheca indica, eine Sammlung wichtiger Quellenschriften                                                            | von William Jones gegründet |
| Société asiatique („Asiatische Gesellschaft“)                                                                                            | Paris                                      | 1821        | im Besitz eines reichen Museums Journal asiatique (seit 1822); Veröffentlichung orientalischer Werke, z. B. die wichtige Collection d’ouvrages orientaux u. a. | von de Sacy, Klaproth, Abel-Rémusat, Chézy u. a. gegründet |
| Royal Asiatic Society of Great Britain and Ireland ("Königliche asiatische Gesellschaft von Großbritannien und von Irland")              | London                                     | 1823 (1824) | bedeutendes Museum und reiche Bibliothek Transactions (London 1824–34, 3 Bde.) Journal of the Royal Asiatic Society (seit 1833) Oriental Translation Committee (seit 1828): Herausgabe von Übersetzungen orientalischer Werke. | |
| American Oriental Society ("Amerikanische Orientalische Gesellschaft")                                                                   | Boston                                     | 1842        | Journal (erscheint seit 1850 in New York und New Haven) Herausgabe der Proceedings | |
| Deutsche Morgenländische Gesellschaft | Leipzig                                    | 1845        | Zeitschrift (seit 1847) nebst Abhandlungen für die Kunde des Morgenlandes; Druck von teilweise sehr umfangreichen orientalischen Werken Indischen Studien (Berlin 1849 ff., 17 Bde., von Albrecht Weber herausgegeben) | |
| Società Asiatica Italiana ("Italienische Asiatische Gesellschaft")                                                                       |                                            |             | Giornale (seit 1887) | |
| Societé orientale ("Orientalische Gesellschaft")                                                                                         | Paris                                      | 1842        | Revue de l’Orient, de l’Algérie et des colonies | |
| Institut égyptien ("Ägyptisches Institut")                                                                                               | Alexandria                                 | 1859        | Bulletins (seit 1862) Mémoires | |
| Literary Society of Jerusalem ("Literarische Gesellschaft Jerusalems")                                                                   |                                            | 1850        | | zur Erforschung des Heiligen Landes gestiftet |
| Society of Biblical Archaeology ("Gesellschaft für Biblische Archäologie")                                                               | London                                     | 1870        | Transactions (seit 1872); Proceedings. | durch S. Birch und J. Bononi gegründet, in der seit 1871 mehrere frühere Gesellschaften ähnlichen Zweckes, nämlich das Anglo-Biblical Institute, die Syro-Egyptian Society, das Chronological Institute und die Palestine Archaeological Association, ausgegangen sind. |
| English Palestine Exploration Fund |                                            | 1865        | Quarterly Statements | für die Erforschung Palästinas tätig |
| American Palestine Exploration Society                                                                                                   |                                            | 1870        | | |
| Deutscher Verein zur Erforschung Palästinas                                                                                              |                                            | 1877        | Zeitschrift (Leipzig 1878 ff.) | |
| Wissenschaftliche orientalische Gesellschaft                                                                                             | Beirut                                     | 1882        | seit 1882 Veröffentlichung erster Schriften | Nachfolgerin der 1847 von Thomson daselbst gegründeten Gesellschaft der Wissenschaften |
| Wissenschaftliche maronitische Gesellschaft                                                                                              | Beirut                                     |             | seit 1882 Veröffentlichung erster Schriften | |
| Koninklijk Instituut voor Taal-, Land- en Volkenkunde van Nederlands-Indië ("Königliches Institut für Sprach-, Länder- und Völkerkunde") | Amsterdam                                  |             | Bijdragen (seit 1853) | |
| Société orientale ("Orientalische Gesellschaft")                                                                                         | Konstantinopel                             | 1852        | | |
| Athénée oriental ("Orientalisches Athénée")                                                                                              | Löwen                                      |             | Mémoires | |
| Asiatic Society of Japan ("Japanische Asiatische Gesellschaft")                                                                          | Tokio                                      |             | Transactions | |
| Pali Text Society ("Pali-Text-Gesellschaft")                                                                                             | Indien                                     |             | Pâli-Texte & Journal | |
| Société Académique Indo-chinoise ("Indo-chinesische akademische Gesellschaft")                                                           | Paris                                      |             | Bulletin | |
| Peking Oriental Society |                                            |             | Journal | |
| Société sinico-japonaise | Paris                                      |             | Mémoires (Le Lotus) | |
| Societá d'Italia |                                            |             | Bullettino | |
| Eschschark | Konstantinopel                             |             | | neben der kaiserlichen Akademie, dem Encümen-i Danis / Endschümenidanisch von 1851 entstandener türkischer Verein |
| Akademie der Wissenschaften zu St. Petersburg                                                                                            | St. Petersburg                             |             | | Bulletin (seit 1849), den Orient betreffenden Stücke als Mélanges asiatiques (philologischen Inhalts) |
| Kaiserlich russische archäologische Gesellschaft                                                                                         |                                            |             | | eigne morgenländische Abteilung, die wichtige Trudy (Arbeiten) veröffentlicht |
| Madras Literary Society |                                            | 1827        | | |
| Literary Society of Bombay |                                            |             | (Transactions, London 1819–23, 3 Bde.); sie und die Madras Literary Society verbanden sich 1828 und 1829 mit der Royal Asiatic Society zu London und führen seitdem die Namen Bombay, bez. Madras Branches of the Royal Asiatic Society; von ersterem erscheint ein besonderes Journal seit 1841, von dem andern seit 1833. Auch auf Ceylon und in Singapur bestehen solche Zweige; | |
| China Branch of the Royal Asiatic Society                                                                                                | Hongkong und Shanghai (North China Branch) |             | Journal | |